# Jan-Bernd Elpert
Jan-Bernd Elpert OFMCap (* 1963 in Karlsruhe) ist ein deutscher Philosoph.

## Leben
Er besuchte die Weiherwaldschule (Grundschule) 1969–1973 in Karlsruhe und das Max-Planck-Gymnasium Karlsruhe 1973–1983. Nach dem Abitur trat er 1984 in den Kapuzinerorden ein. Er legte 1989 die feierliche Profess ab. Von 1985 bis 1987 studierte er Philosophie und Theologie an der kirchlich und staatlich anerkannten Philosophisch-Theologischen Hochschule der Franziskaner und Kapuziner in Münster. Er setzte von 1987 bis 1988 als Freijahr das Studium der Theologie an der Pontificia Università Gregoriana in Rom fort. Nach der Fortsetzung des Studiums der Theologie 1988–1990 an der Philosophisch-Theologischen Hochschule der Franziskaner und Kapuziner legte er 1990 das Diplom in katholischer Theologie ab. Nach der Priesterweihe 1991 war er bis 1992 Kaplan in St. Laurentius, Bocholt. Von 1992 bis 2000 absolvierte er ein Lizenziats- und Promotionsstudium der Philosophie an der Pontificia Università Gregoriana. Das Lizentiat in Philosophie erwarb er 1994. Von 1996 bis 2000 war er Gasthörer an der LMU München mit Schwerpunkt Renaissance-Philosophie. Die Promotion im März 2000 zum Dr. phil. an der Pontificia Università Gregoriana mit Summa cum laude wurde mit der Bellarmin-Medaille der Gregoriana ausgezeichnet. Von Juli bis Dezember 2000 bereitete er sich auf eine Lehrtätigkeit in Afrika (Sambia und Südafrika) mit Besuch der entsprechenden Einsatzorte auf Wunsch des Generalministers der Kapuziner vor. Von 2001 bis 2006 lehrte er an verschiedenen Philosophisch-theologische Hochschulen in Afrika: Lusaka (St. Bonaventure-College), Pretoria (St. Francis House of Studies), Asmara (Catholic Theological Institute), Morogoro (Salvatorian Institute of Theology and Philosophy). Seit 2006 lehrt er an der PTH Münster (seit 2008 Professor) und Gastprofessor an der PTH Benediktbeuern/KSFH München: Abt. Benediktbeuern. Im August 2015 wurde er zum Vollmitglied der Europäischen Akademie der Wissenschaften und Künste, Klasse VII: Weltreligionen, ernannt.

## Schriften (Auswahl)
- als Herausgeber: Johann Ludwig Schmitt: Beschreibung des Lebens und des kirchlichen und literärischen Wirkens des Cardinals und Bischofs von Brixen Nikolaus Cusanus (=  Mitteilungen und Forschungsbeiträge der Cusanus-Gesellschaft. Band 25). Paulinus, Trier 1999, ISBN 3-7902-1366-7.
- Loqui est revelare – verbum ostensio mentis. Die sprachphilosophischen Jagdzüge des Nikolaus Cusanus (= Europäische Hochschulschriften. Reihe 20 Philosophie. Band 651). Lang, Frankfurt am Main/Berlin/Bern/Bruxelles/New York/Oxford 2002, ISBN 3-631-50411-X (zugleich Dissertation, Gregoriana 2000).